# St.-Walburg-Kirche (St. Walburg)

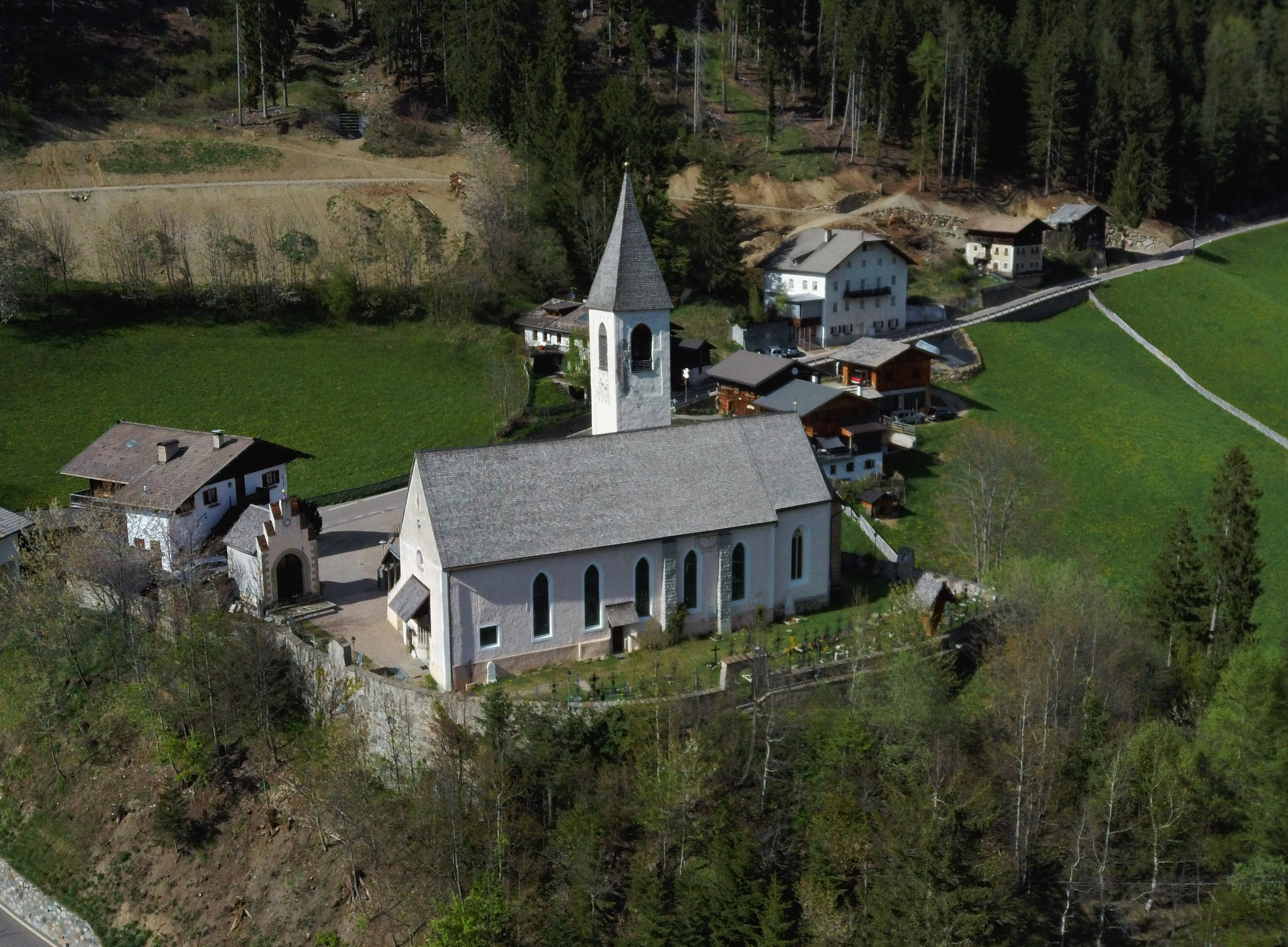
Pfarrkirche St. Walburg

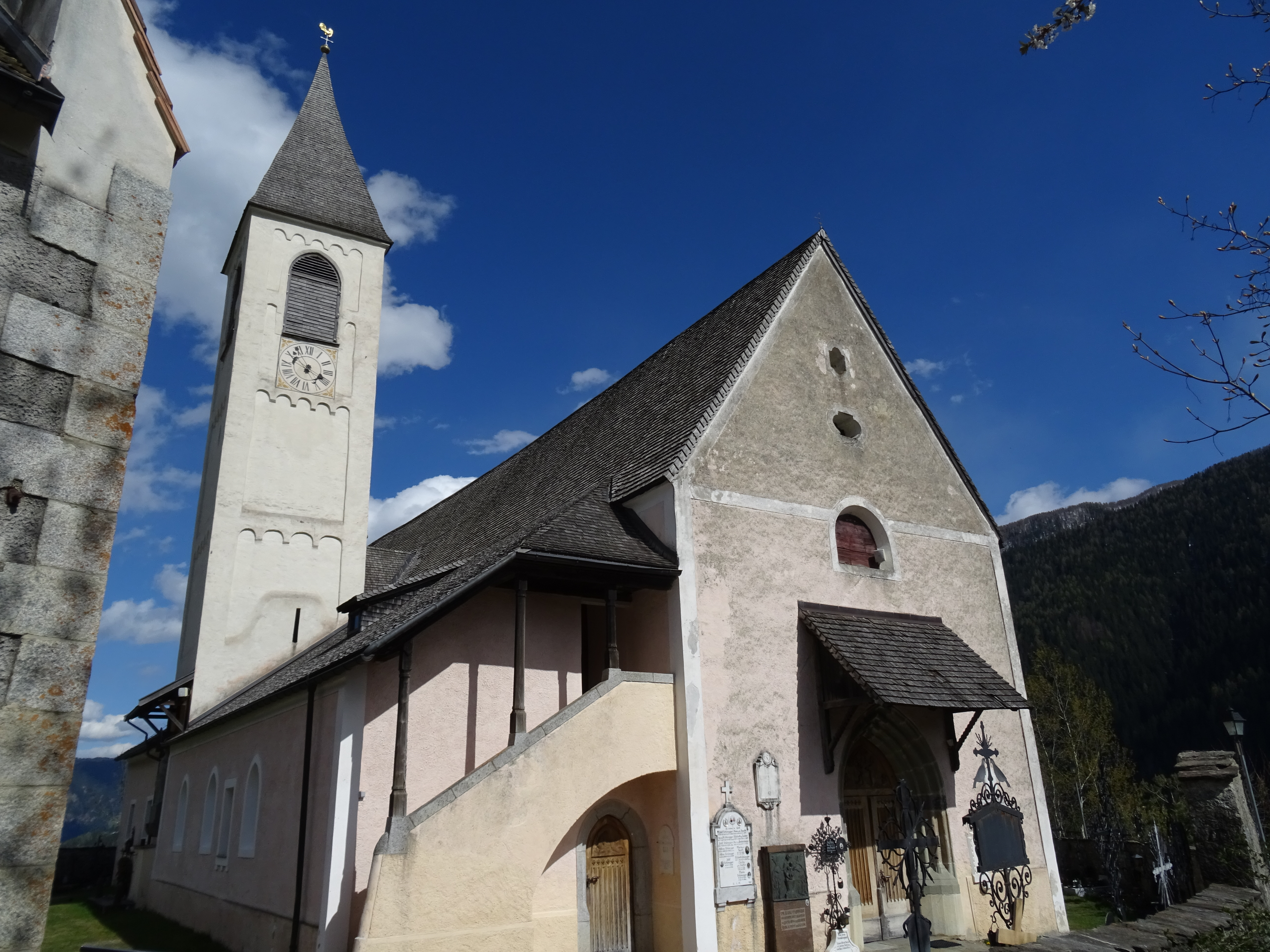
Frontansicht

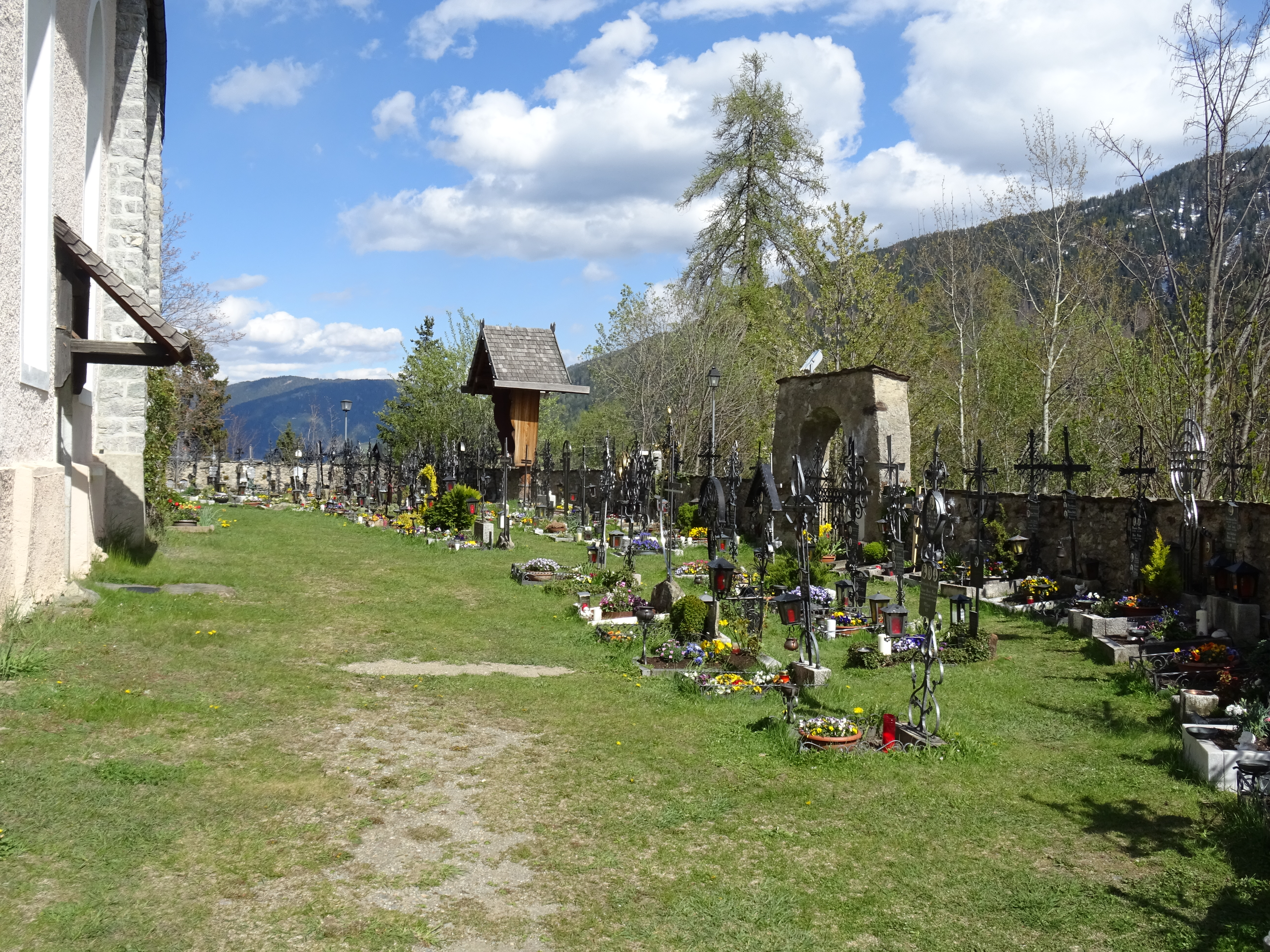
Friedhof

St. Walburg ist die römisch-katholische Pfarrkirche des Dorfes St. Walburg in der Gemeinde Ulten in Südtirol. 

## Geschichte
Der Platz, auf dem die Kirche steht, ist seit prähistorischer Zeit besiedelt und erlangte zeitweise als heidnische Kultstätte an Bedeutung. Archäologische Ausgrabungen in den 1990er Jahren brachten unterhalb des Kirchenhügels Gebäudereste aus der späten Bronze- bis Eisenzeit zu Tage. Das Siedlungsgefüge wurde wahrscheinlich im 6. Jahrhundert v. Chr. zu einer Terrasse mit gemauerten Altären für die Brandopferung umgewandelt. Möglicherweise entwickelte sich in christlicher Zeit, gesichert seit dem Hochmittelalter, daraus die Verehrung der heiligen Walburga. 
Die Kirche erscheint erstmals urkundlich am 4. August 1278 in einem Dokument von Papst Nikolaus III., sowie 1318 ein weiteres Mal. Seit 1322 sind zu ihr, von der Mutterkirche St. Pankraz aus, Prozessionen bzw. Kreuzgänge belegt. Um die Kirche entstand die gleichnamige Ortschaft. Von der romanischen Kirche zeugen heute noch die östliche Langhausmauern und der Turm mit Spitzhelm. 1471 stifteten Christian auf Braitenberg und seine Geschwister Jakob, Katharina und Hermann auf der Außer-Au im Nieder-Marsonwerch in dem Gotteshaus zu Ehren der heiligen Walburga ein ewiges Licht.
Ende des 15. Jahrhunderts erfuhr die Kirche einen Umbau im gotischen Stil mit Spitzbogenfenster und Netzrippengewölbe im Presbyterium. 1505 ist ein Altar erwähnt. Bis zur Anstellung eines eigenen Kaplans 1622 hielt ein von der Mutterpfarrei bereitgestellter Kooperator den sonntäglichen Gottesdienst abwechselnd in den Filialkirchen St. Nikolaus und St. Walburg ab. Die eigene Kuratie wurde 1650 errichtet. Das Kirchenpatronat gehörte Mitte des 19. Jahrhunderts der Gemeinde selbst. Die Seelsorge umfasste damals den inneren Teil des Wasserwerches, das Unter- und Ober-Nieschwerch, sowie das Unter- und Ober-Marsonwerch. Um 1720 stiftete der Wohltäter Johannes Millner († 1727) ein Frühmess-Benefizium. 1843 verlängerte man das Langhaus um zwei Joche. Die neugotische Friedhofskapelle entstand 1895. 1926 erweiterte man die Kirche nach Norden um ein Seitenschiff. 1977 beschädigte ein Erdbeben die Kirche. Das Südtiroler Landesdenkmalamt stellte die Pfarrkirche, Friedhofskapelle und Friedhof am 13. Februar 1984 bzw. 30. Oktober 1989 unter Denkmalschutz.     

## Architektur und Ausstattung

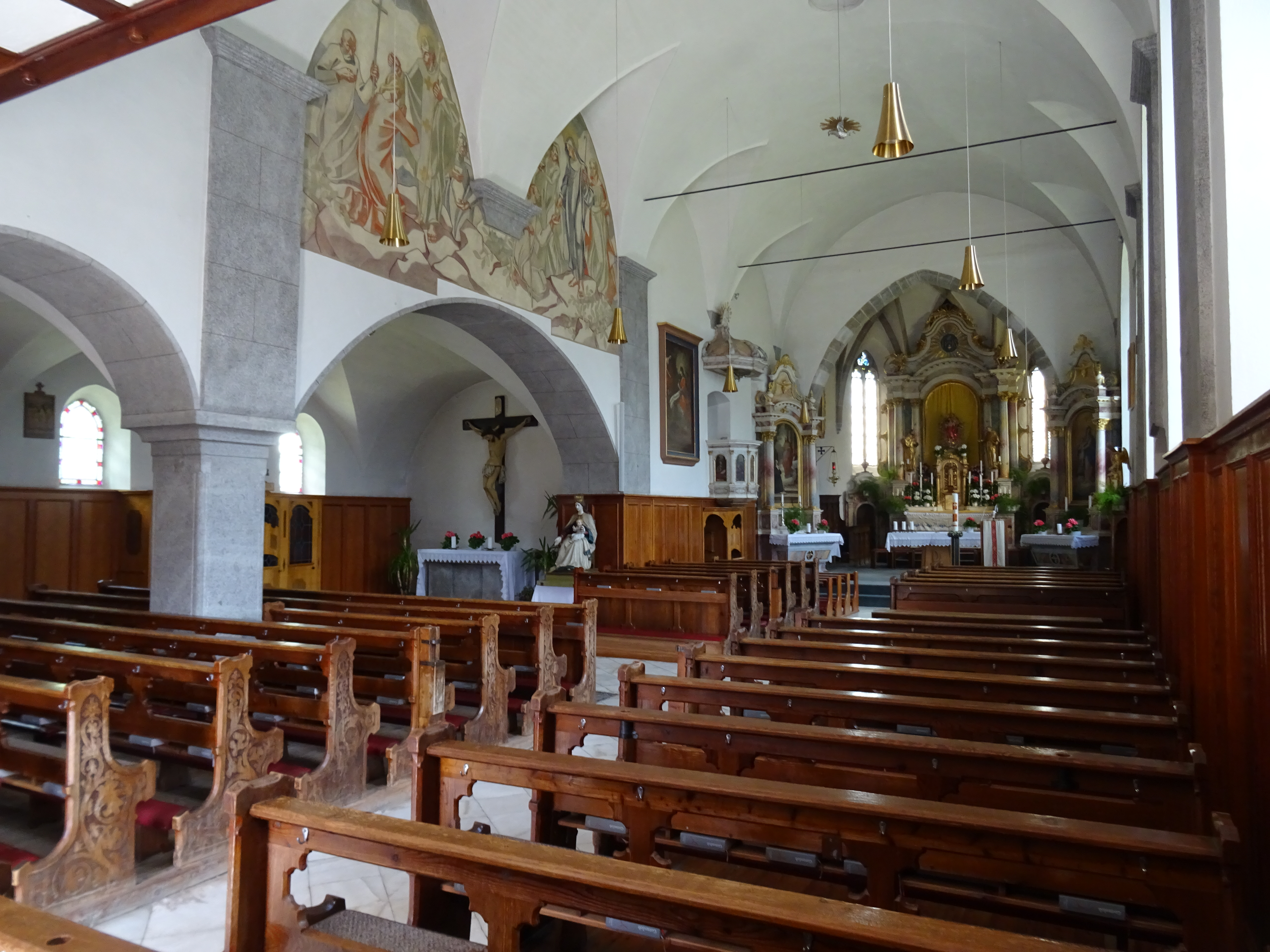
Innenraum

Der abgesetzte Chor ist mit einem gotischen Netzrippengewölbe aus dem 15. Jahrhundert versehen. Das Langhaus überspannt ein Tonnengewölbe mit Stichkappen. Der seitlich an dem Langhaus angebaute quadratische Turm mit Viereckhelm und Spitzbogenfenster weist Rundbogenfriese auf.
Zur Ausstattung zählen drei barocke Altäre und eine Kanzel. Den Hochaltar ziert ein Bild der Himmelfahrt der heiligen Walburga. Die Kanzel wurde 1795 gefertigt. Die Innenraumfresken schuf 1947 der Maler Peter Fellin aus Meran. 